# 豊島区役所
豊島区役所（としまくやくしょ）は、東京都の特別区である豊島区の組織が入る施設（役所）である。複合ビルのとしまエコミューゼタウン（豊島区南池袋）の低層部に入居している。

## 概要
東京23区で区役所が入居しているビルの中では最も高い建物である（区役所単体では文京区役所が最も高い）。

## 沿革
- 1932年（昭和7年）10月1日 - 豊島区が発足する。区役所は荒川玉川水道町村組合役場を利用する[3]。
- 1945年（昭和20年）4月 - 空襲により区役所が焼失する[3]。
- 1949年（昭和24年）2月 - 焼失跡地に区役所を再建する[3]。
- 1961年（昭和36年）7月 - 東池袋一丁目に地上4階、地下1階の新庁舎が完成し、移転する[3]。
- 1982年（昭和57年） - 豊島区総合計画にて庁舎の改築を課題とする[3]。
- 1988年（昭和63年）4月 - 庁舎等建設基金を設ける[3]。
- 1989年（平成元年）5月 - 新庁舎等建設審議会を設ける[3]。
- 1991年（平成3年）7月 - 新庁舎の建設基本方針を策定する[4]。
- 1993年（平成5年）3月 - 新庁舎の基本設計を実施する[4]。
- 1996年（平成8年）4月 - 新庁舎の実施設計を実施する[4]が、豊島区の財政状況を踏まえ新庁舎の着工延期を決定する[5]。
- 2009年（平成21年）11月 - 新庁舎整備基本計画を策定する[6]。
- 2010年（平成22年）11月 - 新庁舎整備推進計画を策定する[7]。
- 2015年（平成27年）5月7日 - 南池袋二丁目に新庁舎が完成し、移転する。

## 所在地
- 東京都豊島区南池袋二丁目45番1号（「としまエコミューゼタウン」の1階の一部と、3-9階）
  - 2015年5月1日までは 東京都豊島区東池袋一丁目18番1号に庁舎があった。

## アクセス
- 東京メトロ有楽町線東池袋駅直結
- 各線池袋駅東口より徒歩9分
- 都電荒川線都電雑司ヶ谷停留所より徒歩3分・東池袋四丁目停留所より徒歩4分
- 都営バス（草63-2・都02乙・池86）東池袋一丁目（豊島区役所）停留所から徒歩4分
- 国際興業バス（池07）豊島区役所停留所から徒歩2分
- IKEBUS Aルート・Bルート 豊島区役所停留所すぐ

## 旧庁舎からの移転と跡地再開発

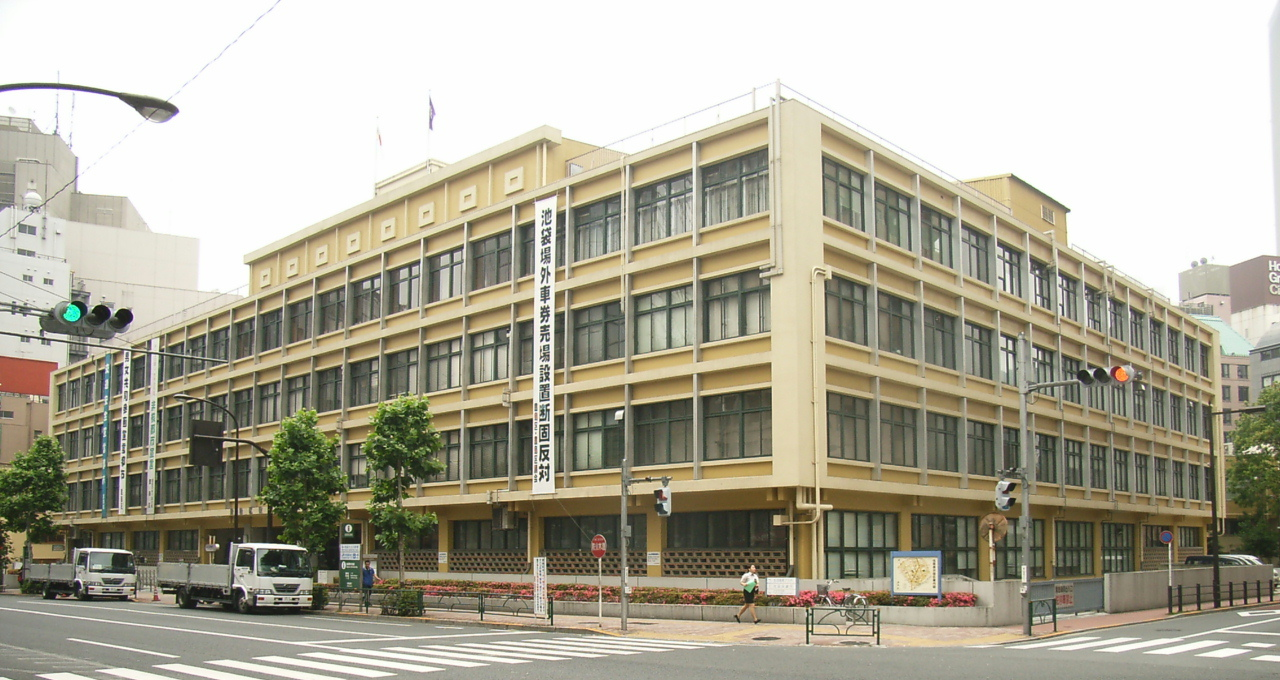
旧庁舎

旧庁舎時代は本庁舎、分庁舎A館、分庁舎B館、別館、区民センター、生活産業プラザ（エコとしま）庁舎、池袋保健所庁舎の諸施設に分散して配置されていた。1990年代半ばにはプロポーザルによって戸尾任宏及びアーキヴィジョンによる改築案を選定。公会堂の用地に、正三角形の三辺を弓なりにした形状の地上22階地下4階・塔屋2階建ての庁舎を建設・移転。旧庁舎を解体後に地上8階地下4階・塔屋3階建ての新しい公会堂等を整備する計画だったが、実現には至らなかった。
その後、老朽化による建て替えに加え南池袋への庁舎移転が検討され、2009年11月には「新庁舎整備基本計画」を策定。さらに2010年4月には新庁舎を含む「南池袋二丁目A地区第一種市街地再開発事業」の概要がまとまった。その後、2011年4月に実施された豊島区長選挙でも新庁舎の是非が大きな争点になったが、相乗りにより組織票が厚かったという事情もあって、新庁舎推進派である高野之夫が4選した。
全国初の民間高層マンションとの一体型再開発事業となる新庁舎は、2015年3月2日に竣工。2015年5月1日をもって旧庁舎での通常業務を終了し閉庁。2015年5月7日に新庁舎がオープンした。

### 旧庁舎跡地再開発（Hareza池袋）
移転完了後は隣接する豊島公会堂・区民センター・分庁舎と共に解体され、これらの跡地を一体化した再開発エリア「Hareza（ハレザ）池袋」として、2019年11月1日に開業した。豊島区役所旧庁舎跡に20階建ての高層複合ビル（オフィス棟）が建設され、隣接地には東京建物 Brillia HALLなどが入る新ホール棟や新区民センターが開設された。この再開発のため、豊島区は定期借地権契約を東京建物、サンケイビルと締結している。